# Fronton (bouwkunde)

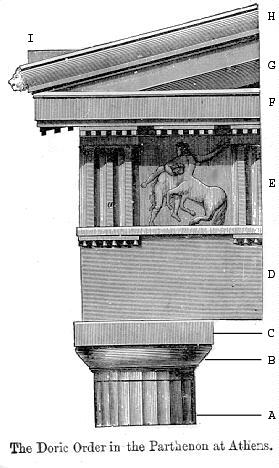
Onderdelen van het Hoofdgestel: A:Zuil of Pilaster, B:Kapiteel, C:Abacus of Impost, D:Architraaf, E:Triglyph en Metope, F:Geison, G:Timpaan of Fronton, H:Cimaas, I:Akroterion

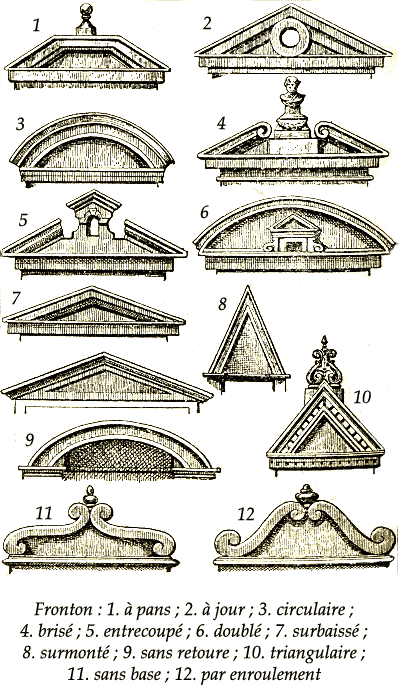
Diverse soorten fronton

Het fronton is in de bouwkunde de bekroning van een gevel, venster of ingang in driehoeks- of segmentvorm.
In de klassieke Griekse en Romeinse bouwkunst werd het fronton vaak in de voorgevel gebruikt om de ingangspartij te benadrukken. Vanaf de 16e eeuw maakte het fronton een comeback bij gebouwen opgetrokken in renaissancestijl, later ook bij barokke, classicistische, neoclassicistische en eclectische bouwwerken.

## Diverse typen
Het fronton werd in de klassieke Griekse architectuur toegepast.
Bij de barokke architectuur werd ook wel het gebroken fronton toegepast (zie: type 4 en 5). Hierbij werd het middendeel van het fronton niet aangebracht, zodat enkel de linker- en rechterkant van het fronton aanwezig waren als twee driehoekige structuren. Daar tussenin werden dan weer versieringen aangebracht. Een variant van het gebroken fronton is een structuur waarbij geen doorbroken driehoek wordt toegepast, maar een doorbroken fronton met ronde bovenkant, zoals type 3.
Soms worden de woorden "fronton" en "timpaan" door elkaar gebruikt. Een timpaan is ook een versierend element in de architectuur, veelal bij kerken, maar stamt uit de Middeleeuwen.

## Vormen van frontons

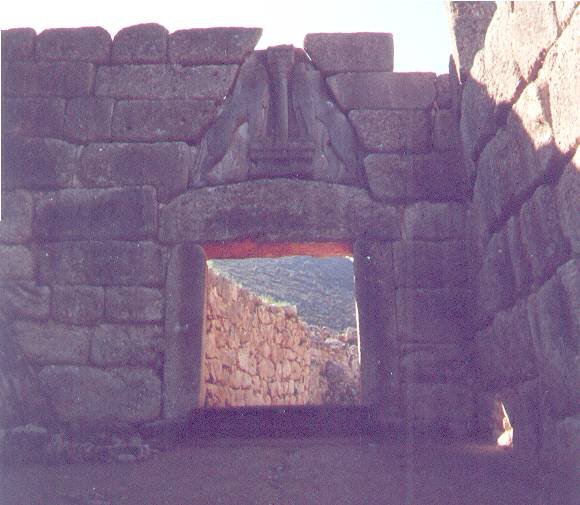
Fronton in de poort van Mycene
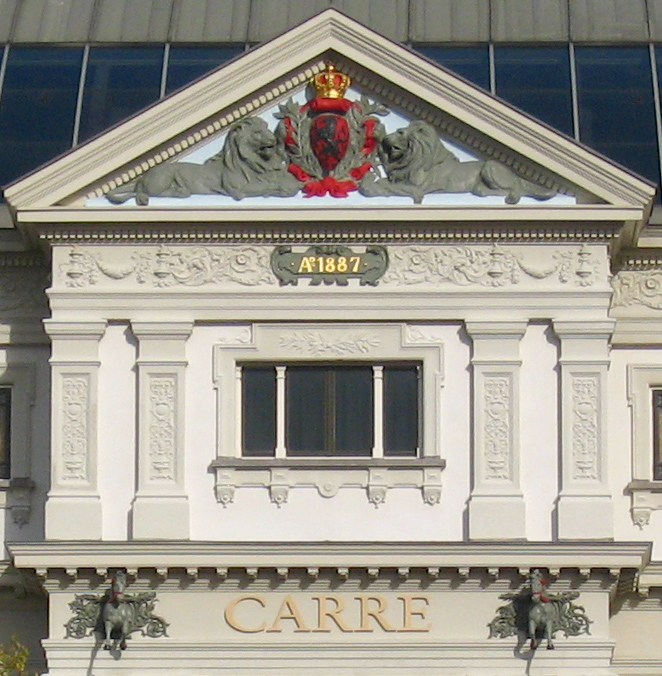
Fronton met leeuwen van Theater Carré
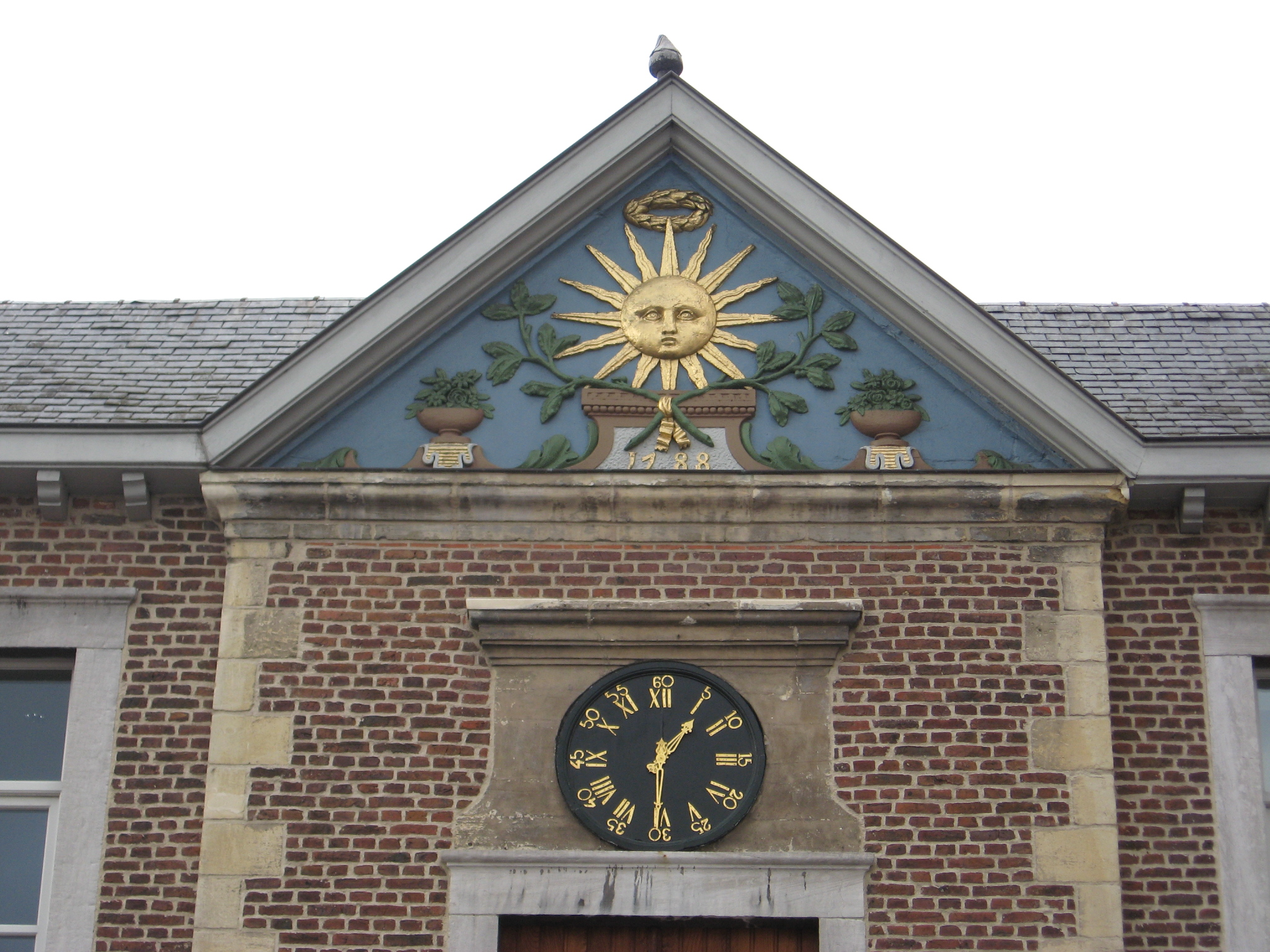
Fronton met wapenschild van het Oud-gemeentehuis van Zonhoven
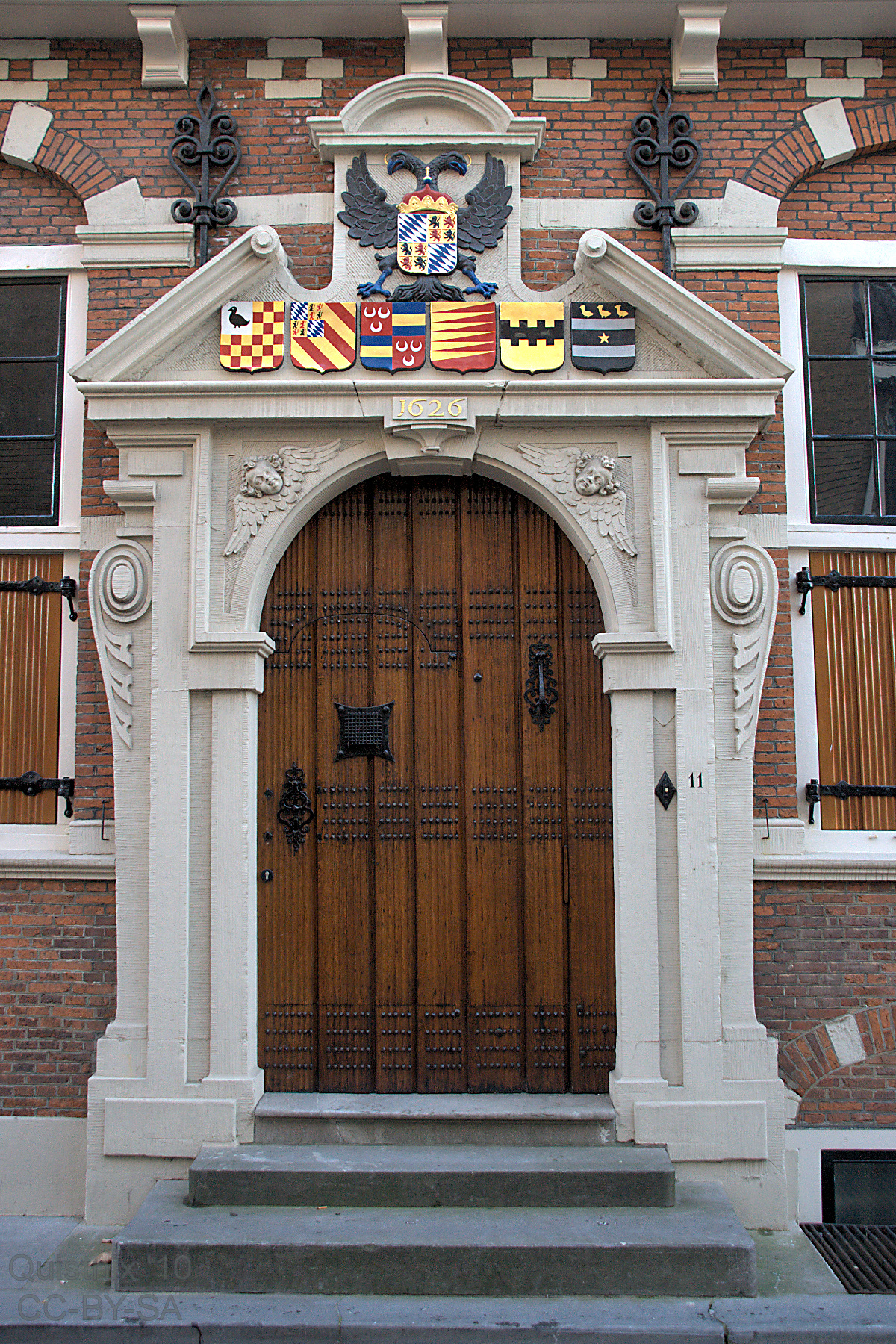
Het poortje van het Gemeenlandshuis in Maassluis met een gebroken fronton